# Deuxième Docteur
Le Deuxième Docteur est la deuxième incarnation du Docteur, le personnage principal de la série télévisée britannique Doctor Who. Il est incarné par Patrick Troughton à partir de la fin du deuxième arc de la saison 4, The Tenth Planet (1966) et jusqu'au septième arc de la saison 6, The War Games (1969).
C'est avec le Deuxième Docteur que le spectateur rencontre pour la première fois les Seigneurs du Temps.

## Histoire du personnage

### Saison 20 (1983)
Le Deuxième Docteur réapparait aux côtés du Brigadier Lethbridge-Stewart dans l'épisode spécial The Five Doctors, célébrant les 20 ans de la série. Il rend visite à son ami militaire, rencontre son successeur et discutent ensemble de leur passé commun (ils mentionnent les Yétis de The Web of Fear en 1967 et les Cybermen dans The Invasion en 1968). Ils se font ensuite capturer et téléporter dans la Zone de la Mort, sur Gallifrey.
Ils marchent ensemble jusqu'à la Tour Noire de Rassilon, et tentent d'y entrer en prenant le passage du bas. Alors qu'ils avancent dans le tunnel, ils doivent faire face à un Yéti, que le Docteur repousse avec des explosifs. Une fois arrivés à la Tour, ils croisent des illusions de Jamie et Zoe, qu'il veut à tout prix délivrer, avant de réaliser la supercherie (les Seigneurs du Temps avaient effacé leur mémoire dans The War Games en 1969). Il reconnaît être triste qu'ils soient partis.
Il rencontre ensuite ses première et troisième incarnations pour la deuxième fois (la première fois étant dans The Three Doctors en 1973), et ensemble ils traduisent une stèle en ancien Gallifreyen. Lorsque le cinquième Docteur est sous le contrôle de Borusa, ils s'allient tous les trois pour le libérer. Au moment de s'en aller, il surnomme le Troisième Docteur "pantalon fantaisiste" (en anglais, "fancy pants"), ce qui n'est pas sans rappeler leur relation conflictuelle dans The Three Doctors.

## Caractéristiques

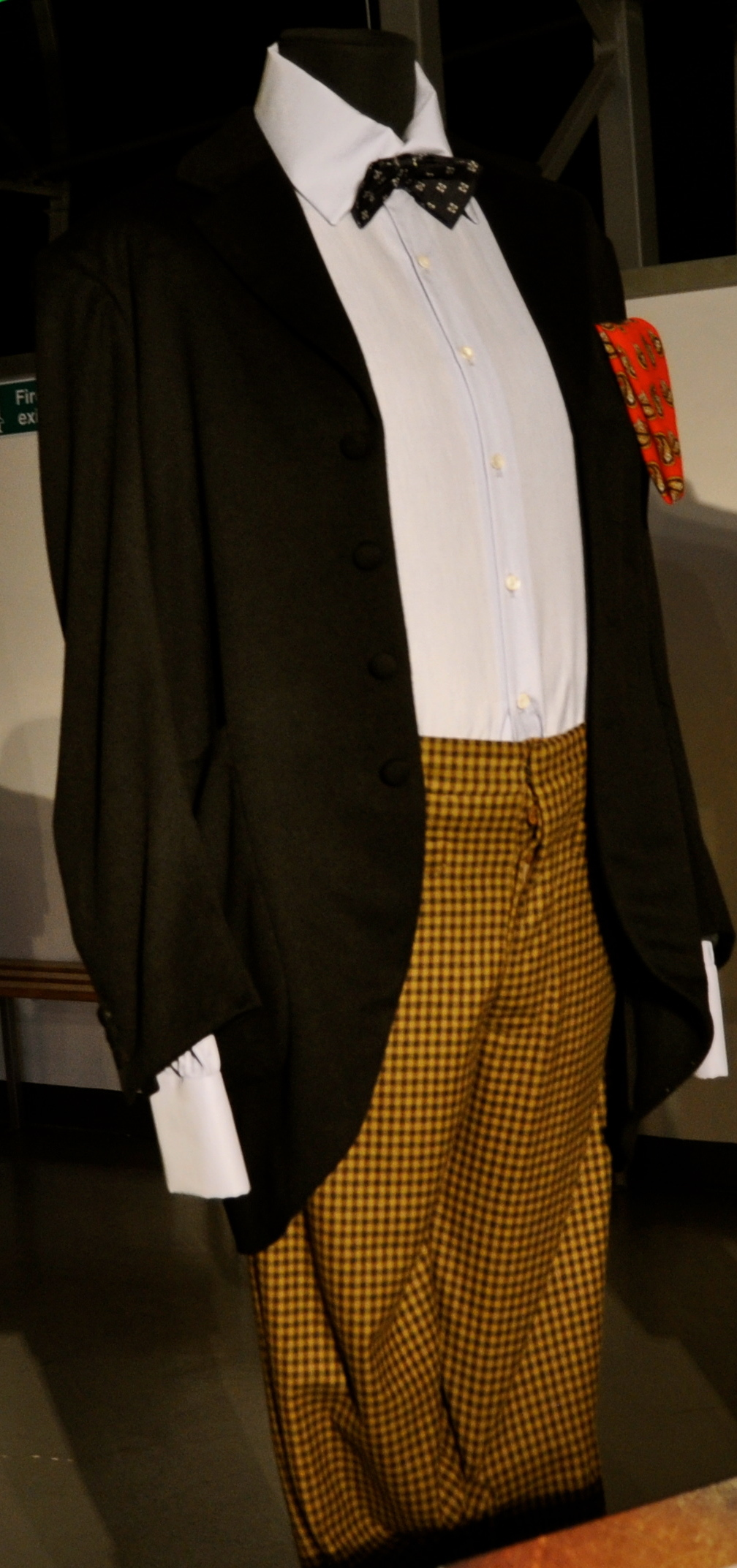
Costume du Deuxième Docteur.

### Caractère
Le Deuxième Docteur est très différent de son prédécesseur. Sous des airs plus enfantins, plus farfelus, il cache un côté assez sombre et un esprit aiguisé. Il est aussi capable d'être colérique. Sans forcément le montrer, il tient à ses compagnons.

### Physique
Il porte des cheveux noirs coupés au bol et a des yeux bleu clair.

### Vêtements
- Le costume du Deuxième Docteur a été créé à la suite d'une discussion entre Patrick Troughton (l'acteur), Innes Lloyd (producteur) et Gerry Davis (écriture)[2]. Il portait une veste noire bien trop grande pour lui, en dessous de laquelle il avait une chemise colorée, ainsi que des pantalons à carreaux. Il portait également des nœuds papillons.

Lorsqu'il voyageait dans des lieux plus froids, il portait une cape (The Tomb of the Cybermen) ou un manteau de fourrure (The Abominable Snowmen), (The Ice Warriors) et dans l'épisode spécial 20 ans (The Five Doctors).
Matt Smith, l'acteur du Onzième Docteur, a d'ailleurs reconnu qu'il s'est inspiré du Deuxième Docteur lors de la confection de sa tenue, en particulier pour le nœud papillon.
Talents
- Le deuxième docteur possède toutes les caractéristiques classiques du docteur. De plus il sait jouer de la flûte à bec.

## Casting et réception

### Réception
Peter Davison, Colin Baker, Sylvester McCoy et Matt Smith, qui ont joué respectivement les Cinquième, Sixième, Septième et Onzième Docteurs, ont reconnu que le Deuxième Docteur est leur incarnation préférée,.

## Apparitions dans la série

### À la télévision
- 1966-1967 : Saison 4 de Doctor Who (à partir de The Power of the Daleks)
- 1967-1968 : Saison 5 de Doctor Who
- 1968-1969 : Saison 6 de Doctor Who
- 1973 : The Three Doctors
- 1983 : The Five Doctors
- 1985 : The Two Doctors
- 1993 : Dimensions in Time (image de synthèse)
- 2013 : Le Nom du Docteur (image de synthèse)
- 2013 : Le Jour du Docteur (image de synthèse)